# Рокка-Сан-Феліче
Рокка-Сан-Феліче (італ. Rocca San Felice) — муніципалітет в Італії, у регіоні Кампанія,  провінція Авелліно.
Рокка-Сан-Феліче розташована на відстані близько 250 км на південний схід від Рима, 80 км на схід від Неаполя, 32 км на схід від Авелліно.
Населення — 861 особа (2014).

## Демографія
Населення за роками:

Станом на 1 січня 2023 року в муніципалітеті офіційно проживало 13 іноземців з 6 країн, серед них 5 громадян країн Євросоюзу та 2 громадяни України.

## Сусідні муніципалітети
- Фридженто
- Гуардія-Ломбарді
- Сант'Анджело-дей-Ломбарді
- Стурно
- Вілламаїна